# Benedykt Rejt
Benedykt Rejt (Rieth, Ryed, właściwie Benedikt Ried, ur. ok. 1454, zm. 30 września 1543 w Lounach) – czeski budowniczy, architekt i kamieniarz pochodzenia niemieckiego, zwany Mistrzem Benedyktem. Reprezentant architektury przełomu gotyku i renesansu.
Jest autorem m.in. kościoła św. Barbary w Kutnej Horze (ok. 1482), Sali władysławowskiej (1497–1500) i schodów jeździeckich w Zamku Królewskim w Pradze, kościoła św. Mikołaja w Lounach (1517–1537), przebudów zamku w Blatnej (1523-1530) i zamku w Ząbkowicach Śląskich (1524-1532) oraz jest wymieniany jako hipotetyczny autor kościoła św. Anny w Wilnie (niepotwierdzone).

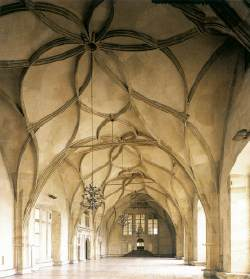
Sala Władysławowska w Pradze
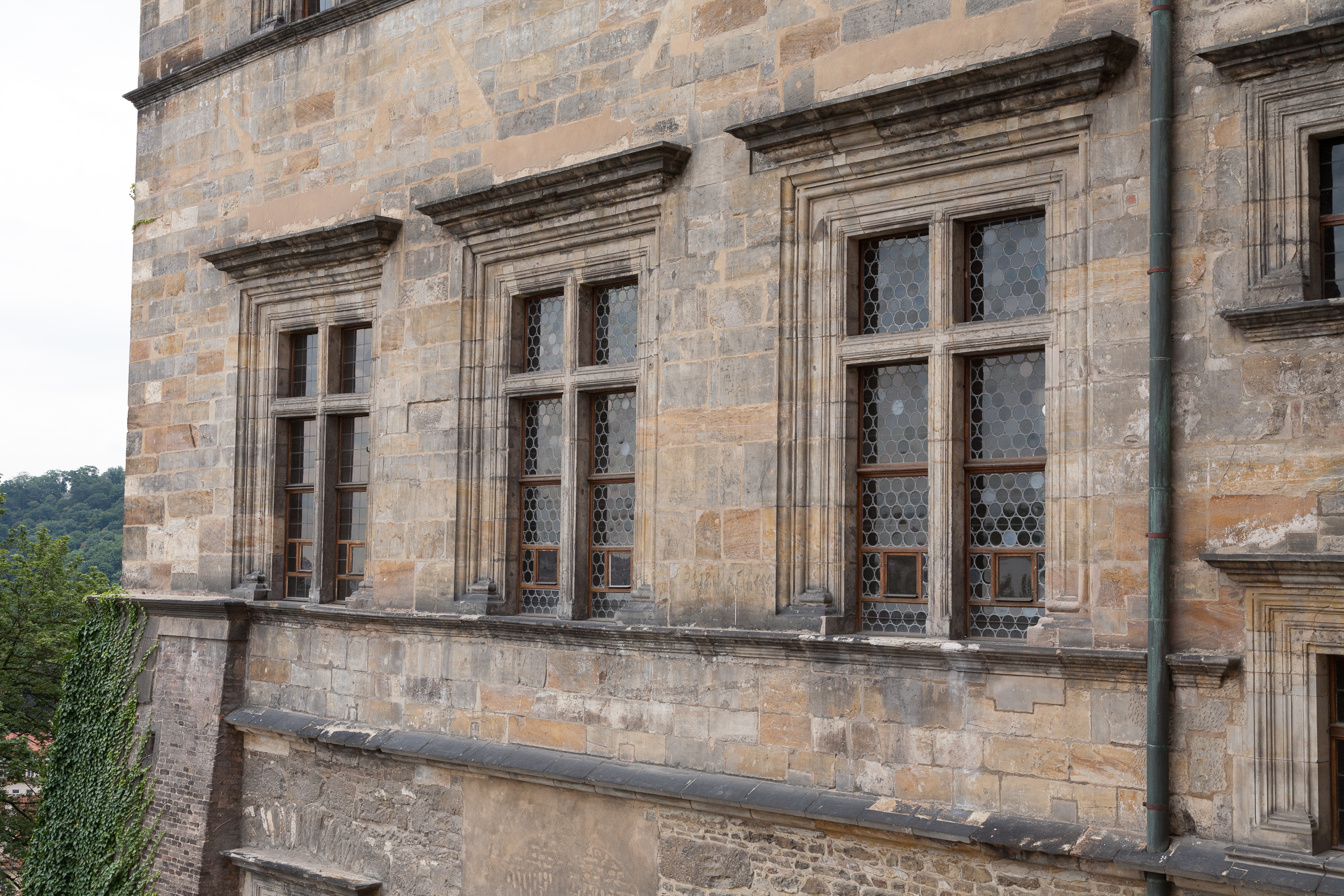
Sala Władysławowska od zewnątrz
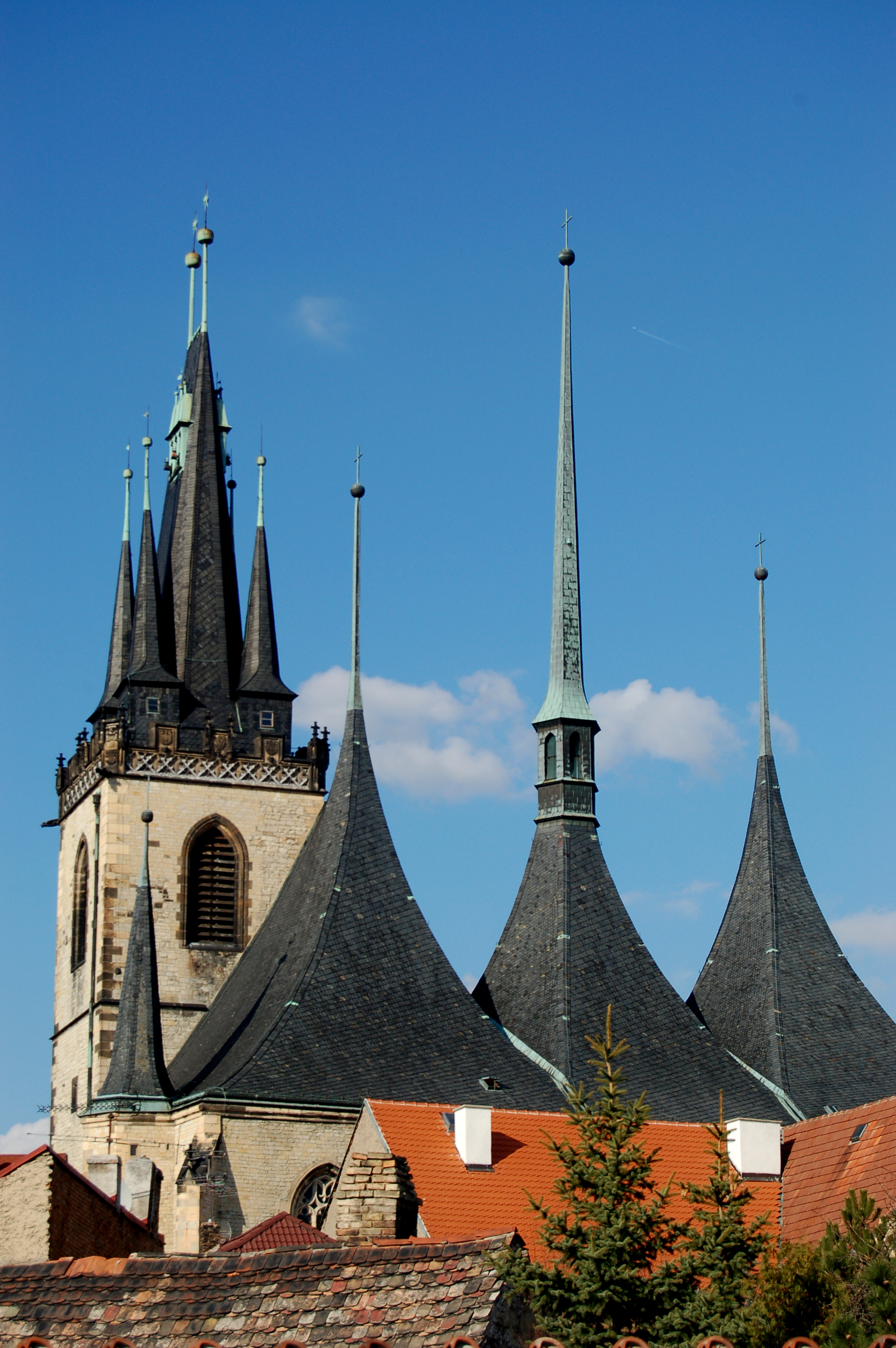
kościół św. Mikołaja w Lounach
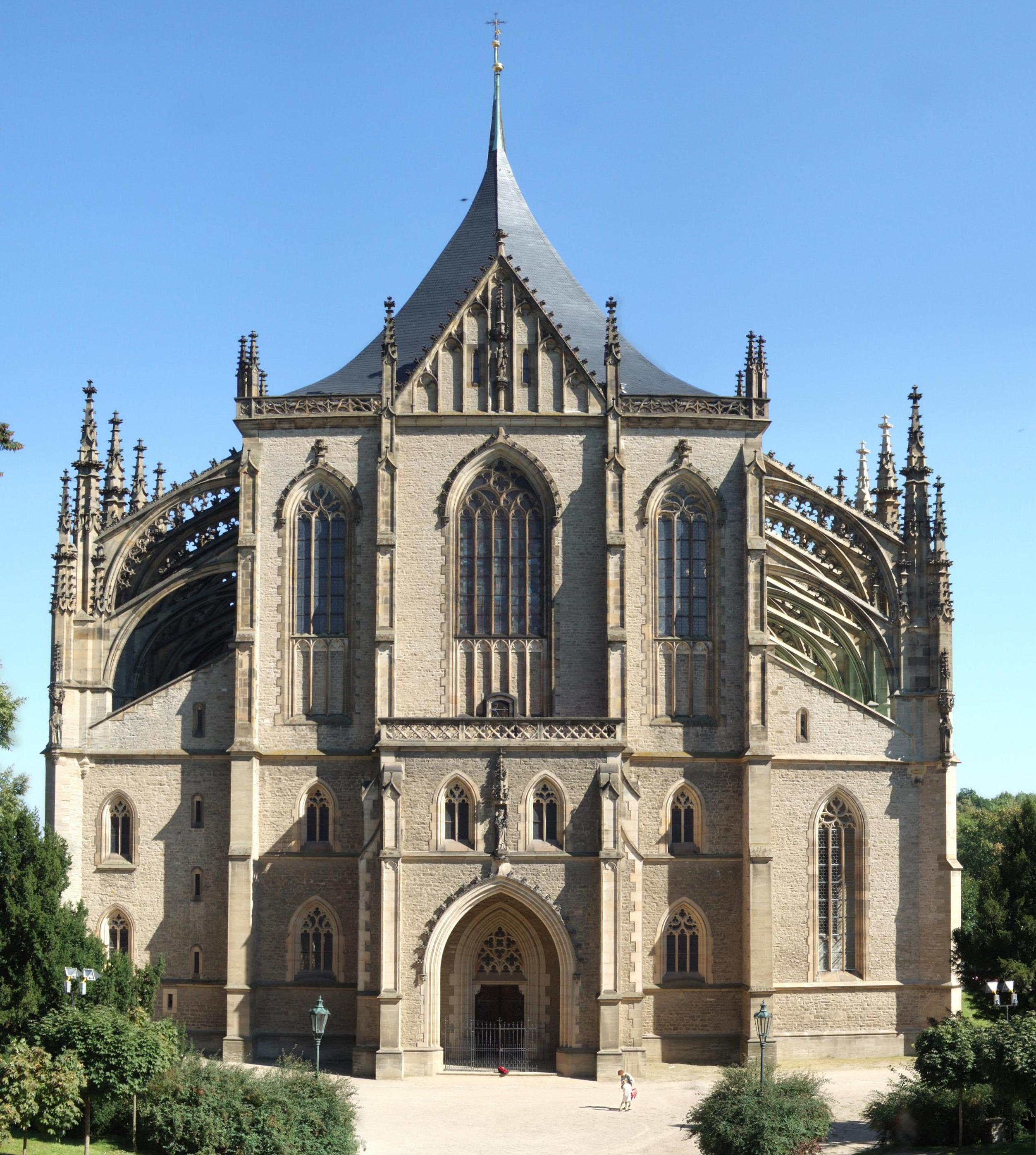
Kościół św. Barbary w Kutnej Horze
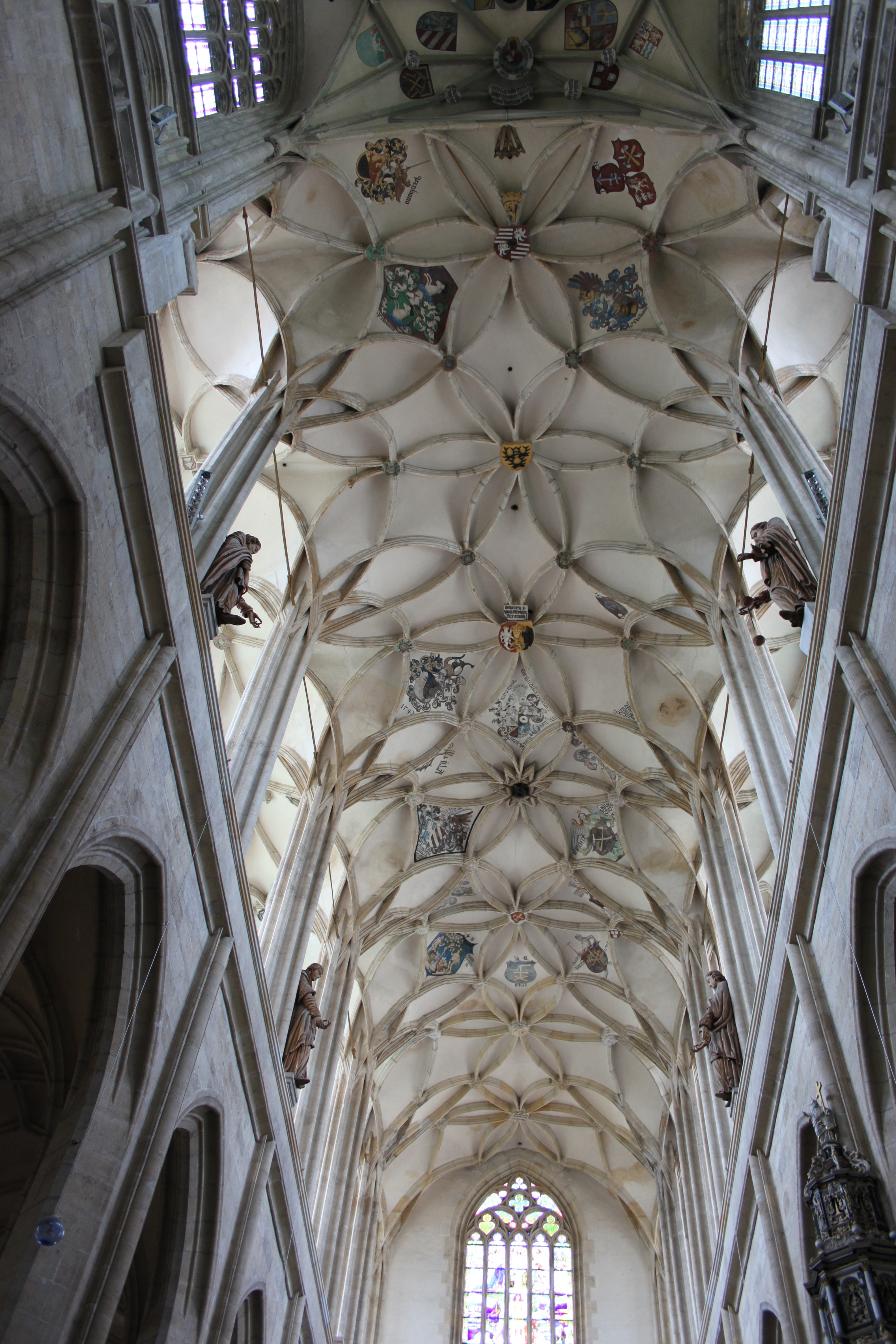
Kościół św. Barbary w Kutnej Horze
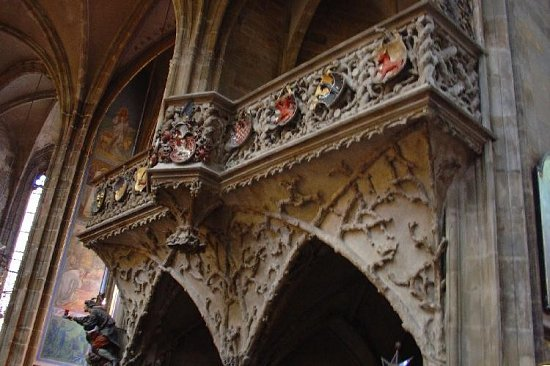
Oratorium królewskie na Hradczanach w Pradze